# Redshaw Point
Redshaw Point är en udde i Antarktis. Den ligger i Västantarktis. Argentina, Chile och Storbritannien gör anspråk på området.
Terrängen inåt land är huvudsakligen kuperad, men åt nordost är den platt. Havet är nära Redshaw Point österut. Trakten är obefolkad. Det finns inga samhällen i närheten. 